# Mistrzostwa Świata w układaniu Kostki Rubika 2007
Mistrzostwa Świata w układaniu kostki Rubika 2007, (ang.  World Rubik's Cube Championship 2007) – międzynarodowy turniej Speedcubingowy zorganizowany przez WCA.
Na organizatora mistrzostw wybrano Węgry, turniej odbył się w stolicy Węgier W zawodach wzięli udział uczestnicy z 28 państw. W tym z Polski. Na mistrzostwach osobiście pojawił się sam Ernő Rubik

## Konkurencje
Poniżej podano konkurencję, i najlepszych w tej konkurencji
| Konkurencja                       | Imię                       | Wynik        | Średnia    | Narodowości       |
| --------------------------------- | -------------------------- | ------------ | ---------- | ----------------- |
| Kostka Rubika                     | Yu Nakajima (中島悠)       | 11.50        | 12.46 NR   | Japonia           |
| Kostka 2x2x2                      | Łukasz Ciałoń              | 3.27         | 3.91 WR    | Polska            |
| Kostka 4x4x4                      | Mátyás Kuti                | 57.43        | 1:02.37    | Węgry             |
| Kostka 5x5x5                      | Mátyás Kuti                | 1:43.68 NR   | 1:45.07 WR | Węgry             |
| 3x3x3 Bez patrzenia               | Rafał Guzewicz             | 1:32.53 DNF  | 1:32.53    | Polska            |
| 3x3x3 Liczba ruchów               | Zbigniew Zborowski         | 35           | 35         | Polska            |
| 3x3x3 Jedną ręką                  | Ryan Patricio              | 19.18        | 21.13 WR   | Stany Zjednoczone |
| 3x3x3 Stopami                     | Anssi Vanhala              | 49.33        | 49.33      | Finlandia         |
| Megaminx                          | Erik Akkersdijk            | 1:17.46 WR   | 1:19.16 WR | Holandia          |
| Pyraminx                          | Grzegorz Łuczyna           | 5.73         | 6.74       | Polska            |
| Rubik's Clock                     | Ernesto Fernández Regueira | 10.37        | 11.20 NR   | Hiszpania         |
| Square-1                          | Grzegorz Prusak            | 20.40        | 21.34      | Polska            |
| 4x4x4 Bez patrzenia               | Chris Hardwick             | 12:01.00     | 12:01.00   | Stany Zjednoczone |
| 5x5x5 Bez patrzenia               | Bernett Orlando            | 55:39.00 AsR | 55:39.00   | Indie             |
| 3x3x3 Liczba kostek bez patrzenia | Rafał Guzewicz             | 6/6 47:58 WR | 6/6 47:58  | Polska            |
| Rubik's Magic                     | Róbert Örkényi             | 1.01         | 1.19       | Węgry             |
| Master Magic                      | Máté Horváth               | 2.03         | 2.24       | Węgry             |